# Lorena D’Alessandro
Lorena D’Alessandro (ur. 20 listopada 1964 w Rzymie, zm. 3 kwietnia 1981 tamże) – włoska Służebnica Boża Kościoła katolickiego.

## Życiorys
Urodziła się 20 listopada 1964 roku w Rzymie. W wieku 10 lat zachorowała na raka kości, była operowana w Poliklinice Gemelli. W 1976 roku doszło do nawrotu choroby i amputowano jej lewą nogę. W tym samym roku wstąpiła do grupy nowobierzmowanej młodzieży w parafii Matki Bożej Częstochowskiej w Rzymie. W 1980 roku razem z katechistami wzięła udział w pielgrzymce do Lourdes. Pod koniec tego roku zachorowała na ciężką chorobę płuc. Zmarła 3 kwietnia 1981 roku w opinii świętości.